# Гаттаров, Руслан Усманович
Русла́н Усма́нович Гатта́ров (род. 9 января 1977 года, Большой Куяш, Челябинская область, СССР) — российский политический деятель.
Председатель Координационного совета Молодой Гвардии Единой России (24 июня 2008 — 22 декабря 2010). Заместитель губернатора Челябинской области (12 февраля 2014 — 31 мая 2019).

## Биография
Руслан Гаттаров родился в селе Большой Куяш Кунашакского района Челябинской области, до 1994 года учился в Куяшской средней школе, параллельно занимаясь тяжёлой атлетикой в спортивном клубе «Атлант». Затем поступил на автотракторный факультет Южно-Уральского государственного университета. Со второго курса начал работать в студенческом профкоме, через некоторое время став заместителем председателя. Параллельно тренировался под руководством Александра Витязева и выступал за факультет, ВУЗ и область на соревнованиях по тяжёлой атлетике.
В 1999 году после окончания обучение в университете по специальности «Автомобили и тракторостроение», поступил в аспирантуру. В 2002 году под руководством научного руководителя, заведующего кафедрой «Теория и методика физической культуры и спорта» Александра Исаева защитил диссертацию на соискание степени кандидата биологических наук по теме «Изменение гемодинамики и метаболических показателей системы крови студентов под влиянием занятий физическими упражнениями с оздоровительной направленностью». В 2003 году был назначен директором только что созданного физкультурно-спортивного клуба, а затем в 2005 году возглавил только что открытую кафедру спортивного совершенствования.

## Политическая деятельность
В 2005 году начальник Челябинского регионального штаба «Молодой гвардии Единой России» (МГЕР).
25 декабря 2005 года от партии Единая Россия избран депутатом 4-го созыва Законодательного собрания Челябинской области, возглавлял комитет по делам молодёжи, культуре и спорту.
24 июня 2008 года на III съезде ВОО «Молодой Гвардии Единой России» избран председателем политического совета.
20 ноября 2008 года избран в состав Генерального совета партии «Единая Россия».
2009—2010 год председатель координационного совета «Молодая гвардия Единой России»
26 мая 2010 года избран сенатором Совета Федерации РФ от исполнительной власти Челябинской области, входил в члены комитета по образованию и науке, культуре и информационной политике, в члены комитета по конституционному законодательству, правовым и судебным вопросам, развитию гражданского общества — в котором был избран его заместителем. 11 февраля 2014 года досрочно прекратил полномочия сенатора.
12 февраля 2014 года назначен заместителем губернатора Челябинской области Бориса Дубровского. В его полномочия входит обеспечение реализации стратегии социально-экономического развития Челябинской области, поддержка инвестиционных процессов, реализация инновационных проектов, а также вопросы осуществления международных и внешнеэкономических связей Челябинской области и государственной поддержки развития предпринимательства. Сфера ответственности Руслана Гаттарова включает в себя координацию деятельности Постоянного представительства Челябинской области при Правительстве РФ, Министерства экономического развития Челябинской области, Министерства информационных технологий и связи Челябинской области. 31 мая 2019 года ушёл в отставку с поста и. о. вице-губернатора.

## Инициативы
- В январе 2013 года после инцидента с заражением вирусом системы видеофиксации нарушений в Московской области, Руслан Усманович обратился к министру внутренних дел Владимиру Колокольцеву с просьбой взять под контроль выработку единых требований к разворачиванию систем видеофиксации на территории всей страны[13].
- После опубликования Эдвардом Сноуденом материалов о том, что спецслужбы США могут получать доступ к серверам транснациональных интернет-компаний[14], 19 июня 2013 года Руслан Гаттаров провёл заседание комиссии Совета Федерации по развитию информационного общества посвящённую вопросам охраны персональных данных российский пользователей сервисов этих компаний[15]. Последовавший за этим ряд встреч с представителями Twitter, Google и Facebook позволил привести пользовательские соглашения и некоторые аспекты работы самих компаний в большее соответствие с российским законодательством.
- В сентябре 2013 года направленном министру Дмитрию Ливанову, сенатор Гаттаров раскритиковал[16] текущее состояние процесса обеспечения школ «безопасным Интернетом» и призвал запустить в эксплуатацию систему централизованного мониторинга средств фильтрации контента, используемых в образовательных учреждениях[17].
- В декабре 2013 года сенатор Гаттаров внёс законопроект, который требует от организаторов sms-рассылок получать явное согласие от всех своих адресатов[18]. Предложенные поправки в закон «О связи», были приняты 22 июля 2014 года[19].

## Громкие события и скандалы

### Тушение лесных пожаров
10 августа 2010 года на сайте МГЕР появился репортаж о тушении лесного пожара активистами этой организации в Рязанской области. Этот репортаж прокомментировал блогер с ником piligrim_67, обратив внимание на чистую одежду, обувь и лопату Гаттарова, а также его коллег. Согласно спутниковым фотографиям, до ближайшего пожара от места, где делались снимки было примерно 5 километров, до ближайшего выгоревшего участка леса — около километра. Сам Гаттаров утверждает что они тушили всполохи на земле, и засыпали песком места, откуда шёл дым. На это место их направил Рязанский областной штаб МЧС, запретив им ехать на «большой пожар».
По информации журналистов газеты «Ведомости» недовольство разразившимся скандалом выразил заместитель руководителя администрации президента Владислав Сурков, и, якобы именно с этим связан уход Гаттарова из руководства МГЕР. Сам Гаттаров эту информацию опровергает, ссылаясь то, что принято политическое решение оставить в политсовете движения только людей не старше 28 лет.

### Сайт Минздрава России
В августе 2013 года сенатор Гаттаров выступил с критикой стоимости объявленного Минздравом РФ конкурса на создание нового сайта ведомства. По мнению Гаттарова, цена в 25 млн рублей являлась завышенной в несколько раз. Для сравнения Гаттаров приводил конкурс на развитие программно-технического комплекса сайта Совфеда. Выполнение сопоставимых работ Советом Федерации обошлось бюджету в 5 млн рублей. Сенатор обращался к министру здравоохранения Веронике Скворцовой с просьбой отменить конкурс или снизить начальную цену контракта до адекватной. В Минздраве в ответ на письмо заявили, что критика является необоснованной, а сравнение технических заданий на разработку сайтов Минздрава и Совета Федерации некорректным. Конкурс был проведён в срок и без изменения начальной цены. Однако по результатам конкурса был заключён контракт на создание нового сайта Министерства здравоохранения всего за 6 млн рублей, что соответствует стоимости, в которую оценил работы Гаттаров и эксперты комиссии Совета Федерации по развитию информационного общества.

### Кандидатская диссертация
27 февраля 2013 года корреспондент «Новой газеты» Никита Гирин опубликовал статью, в которой обращалось внимание на то, что некоторые отрывки текста диссертации Гаттарова почти дословно совпадают с защищённой годом ранее у того же самого научного руководителя кандидатской диссертации Артура Сабирьянова. При этом данные отрывки не были оформлены как цитаты, а в списке литературы работы этого автора отсутствуют.
В тот же день Руслан Гаттаров направил главному редактору издания официальное письмо, в котором полностью отрицал наличие плагиата в своей работе. Гаттаров пояснил, что большая часть «совпадающих» фрагментов относилась к приложению диссертации — программе гимнастики Тай Цзи Цюань, которая была предложена для использования в научно-исследовательской деятельности аспирантам А. П. Исаева. Схожесть части экспериментов и их данных Гаттаров объяснил тем, что и он, и Сабирьянов, изучали группы студентов, но если Гаттаров отбирал добровольцев в возрасте 17-18 лет, то Сабирьянов — 18-22 лет. По результатам работы программы «Антиплагиат» совпадение текста диссертации с ранее изданными источниками составляет не более 1,5 % от общего объёма. В связи с этим, сенатор потребовал в двухдневный срок опубликовать опровержение.
В ответ, автор публикации усомнился в эффективности проверки с помощью антиплагиата в виду отсутствия в базе электронной версии диссертации Сабирьянова. Кроме того, по его словам имеются неоформленные заимствования из текстов А. П. Исаева и А. М. Вейна.
Сам Артур Сабирьянов и научный руководитель А. П. Исаев не признали наличия плагиата в работе Гаттарова.
3 апреля 2013 года журналист Сергей Пархоменко призвал проверить научную новизну и содержательную ценность этой диссертации. Он охарактеризовал эту работу как «беспомощное сочинение о занятиях физкультурой, которые благотворно сказываются на здоровье студентов».

## Награды
- Медаль ордена «За заслуги перед Отечеством» II степени (14 января 2014 года) — за большой вклад в совершенствование российского законодательства, обеспечение законодательной деятельности[32]

## Научные статьи
- Аминов А. С., Ненашева А. В., Гаттаров Р. У. Метаболическое состояние учащихся 5-9 классов, занимающихся в физкультурно-оздоровительных комплексах (ФОК) // Современные наукоемкие технологии. — 2004. — № 5. — С. 99.
- Гаттаров Р. У., Личагина С. А. Исследование метаболического состояния студентов-спортсменов в условиях физкультурно-оздоровительного комплекса // Современные наукоемкие технологии. — 2004. — № 5. — С. 99—100.
- Личагина С. А., Исаев А. П., Гаттаров Р. У. Структурно-функциональные показатели миокарда у лиц с различной двигательной активностью // Современные наукоемкие технологии. — 2004. — № 5. — С. 105—106.
- Исаев А. П., Шевцов А. В., Личагина С. А., Гаттаров Р. У., Ершова О. В. Теория функциональных систем и состояний. современные проблемы адаптации и стресса (недоступная ссылка — история) // Вестник Южно-Уральского государственного университета. Серия: Образование, здравоохранение, физическая культура  / отв. ред. А. П. Исаев. — 2005. — Т. 1, вып. 5, № 4 (44). — С. 6—13.
- Гаттаров Р. У., Шевцов A. B., Кабанов С. А., Черепов Е. А., Задорина Л. H. Особенности функциональной системы внешнего дыхания и уровня здоровья студенток южно-уральского государственного университета и пути коррекции (недоступная ссылка — история) // Вестник Южно-Уральского государственного университета. Серия: Образование, здравоохранение, физическая культура  / отв. ред. А. П. Исаев. — 2005. — Т. 1, вып. 5, № 4 (44). — С. 39—46.
- Кабанов С. А., Исаев А. П., Гаттаров Р. У., Личагина С. А., Горяева Е. Ю. Особенности адаптации системы внешнего дыхания, кровообращения и морфофункциональных показателей и уровня здоровья студентов (недоступная ссылка — история) // Вестник Южно-Уральского государственного университета. Серия: Образование, здравоохранение, физическая культура  / отв. ред. А. П. Исаев. — 2005. — Т. 1, вып. 5, № 4 (44). — С. 71—76.
- Гаттаров Р. У., Исаев А. П., Густомясов A. A., Зубков С. М. Дискриминантный анализ полифункционального состояния и уровня здоровья студентов (недоступная ссылка — история) // Вестник Южно-Уральского государственного университета. Серия: Образование, здравоохранение, физическая культура  / отв. ред. А. П. Исаев. — 2005. — Т. 1, вып. 5, № 4 (44). — С. 297—300.
- Исаев А. П., Гаттаров Р. У., Аминов A. C., Зубков С. М. Сезонные изменения функции внешнего дыхания студентов, анализируемые с помощью дисперсионного анализа повторных измерений (недоступная ссылка — история) // Вестник Южно-Уральского государственного университета. Серия: Образование, здравоохранение, физическая культура  / отв. ред. А. П. Исаев. — 2005. — Т. 1, вып. 5, № 4 (44). — С. 304—307.
- Гаттаров Р. У., Зубков С. М., Эрлих В. В. Система внешнего дыхания и морфометрические показатели студентов Южно-Уральского государственного университета в период реализации целевой программы «Образование и Здравостроение» // Вестник Южно-Уральского государственного университета. Серия: Образование, здравоохранение, физическая культура  / отв. ред. А. П. Исаев. — 2005. — Т. 2, вып. 5, № 4 (44). — С. 21—29. Архивировано 30 декабря 2013 года.
- Исаев А. П., Гаттаров Р. У., Черепов Е. А., Ненашева А. В., Личагина С. А., Аминов А. С., Кабанов С. А. Организованная локальная система профилактики и оздоровления физкультурно-оздоровительных комплексов (ФОК) для лиц, мотивированных на здоровый образ жизни // Вестник Южно-Уральского государственного университета. Серия: Образование, здравоохранение, физическая культура  / отв. ред. А. П. Исаев. — 2005. — Т. 2, вып. 5, № 4 (44). — С. 84—90. Архивировано 30 декабря 2013 года.
- Гаттаров Р. У., Исаев А. П., Кабанов С. А., Горячева Е. Ю. Динамика ключевых морфометрических характеристик, физической подготовленности и устойчивости к гипоксии студенток южно-уральского государственного университета // Вестник Южно-Уральского государственного университета. Серия: Образование, здравоохранение, физическая культура  / отв. ред. А. П. Исаев. — 2005. — Т. 2, вып. 5, № 4 (44). — С. 166—169. Архивировано 30 декабря 2013 года.
- Кабанов С. А., Потапова Т. В., Исаев А. П., Гаттаров Р. У., Личагина С. А. Особенности адаптации системы внешнего дыхания, кровообращения, морфофункциональных показателей и уровня здоровья студентов // Теория и практика физической культуры. — 2005. — № 8. — С. 45—48. Архивировано 22 июня 2013 года.
- Исаев А. П., Личагина С. А., Гаттаров Р. У., Кабанов С. А., Романов Ю. Н. Особенности сократительных и релаксационных характеристик мышц у спортсменов высоких квалификаций различных видов спорта // Теория и практика физической культуры. — 2006. — № 1. — С. 28—33. Архивировано 30 декабря 2013 года.
- Гаттаров Р. У., Исаев А. П., Горяева Е. Ю. Структура и функция медленноволновой вариабельности кровообращения в интеграции регуляторных процессов кардиогемодинамики студентов в период летних рекреаций // Вестник Южно-Уральского государственного университета. Серия: Образование, здравоохранение, физическая культура  / отв. ред. А. П. Исаев. — 2006. — Т. 1, вып. 7, № 3 (58). — С. 11—14. Архивировано 30 декабря 2013 года.
- Исаев А. П., Кабанов С. А., Гаттаров Р. У., Личагина С. А. Информационная унификация интегративных оценок в физкультурном образовании и спорте // Теория и практика физической культуры. — 2006. — № 8. — С. 6—9. Архивировано 30 декабря 2013 года.
- Исаев А. П., Гаттаров Р. У., Густомясов А. А., Личагина С. А. Структурно-функциональная регуляция и асимметрия ведущих мышц спортсменов в период расслабления и напряжения // Вестник Курганского государственного университета. Серия: Естественные науки. — 2006. — № 8. — С. 95—98.
- Гаттаров Р. У. Электромиографическая характеристика волновой активности нервно-мышечной системы студентов 1-3-й групп здоровья в состоянии произвольного расслабления и напряжения мышц // Вестник Южно-Уральского государственного университета. Серия: Образование, здравоохранение, физическая культура  / отв. ред. А. П. Исаев. — 2007. — Вып. 10, № 2 (74). — С. 20—31. Архивировано 30 декабря 2013 года.
- Гаттаров Р. У. Состояние сердечно-сосудистой системы студентов групп обследования и сравнения // Вестник Южно-Уральского государственного университета. Серия: Образование, здравоохранение, физическая культура  / отв. ред. А. П. Исаев. — 2007. — Вып. 10, № 2 (74). — С. 82—85. Архивировано 30 декабря 2013 года.
- Исаев А. П., Гаттаров Р. У., Ненашева А. В., Аминов А. С., Ляпкало В. И., Юмагуен В. Р., Задорина Л. Н. Системная физиология в интеграции семантики здоровья, адаптации, стресса, доминанты функционального состояния человека // Вестник Южно-Уральского государственного университета. Серия: Образование, здравоохранение, физическая культура  / отв. ред. А. П. Исаев. — 2007. — Вып. 10, № 2 (74). — С. 125—142. Архивировано 30 декабря 2013 года.
- Исаев А. П., Гаттаров Р. У., Мкртумян A. M. Новые направления в управлении проблемой здоровья студентов Южно-Уральского государственного университета // Вестник Южно-Уральского государственного университета. Серия: Образование, здравоохранение, физическая культура  / отв. ред. А. П. Исаев. — 2007. — Вып. 12, № 16 (88). — С. 22—25. Архивировано 30 декабря 2013 года.
- Исаев А. П., Гаттаров Р. У., Аминов А. С., Мкртумян A. M. Фоновые непараметрические критерии энмг и ключевых морфофункциональных характеристик студентов 1-3-й групп здоровья // Вестник Южно-Уральского государственного университета. Серия: Образование, здравоохранение, физическая культура  / отв. ред. А. П. Исаев. — 2007. — Вып. 12, № 16 (88). — С. 26—38. Архивировано 30 декабря 2013 года.
- Гаттаров Р. У. Электронейромиографические изменения мышц в группах обследования и сравнения у студентов в состоянии произвольного расслабления и напряжения // Вестник Южно-Уральского государственного университета. Серия: Образование, здравоохранение, физическая культура  / отв. ред. А. П. Исаев. — 2007. — Вып. 12, № 16 (88). — С. 43—48. Архивировано 30 декабря 2013 года.
- Гаттаров Р. У., Исаев А. П., Ляпкало В. И., Мкртумян A. M., Черепов Е. А. Морфофункциональные показатели студентов различных групп здоровья // Вестник Южно-Уральского государственного университета. Серия: Образование, здравоохранение, физическая культура  / отв. ред. А. П. Исаев. — 2007. — Вып. 12, № 16 (88). — С. 54—63. Архивировано 30 декабря 2013 года.
- Гаттаров Р. У., Зубков С. М., Потапова Т. В., Мкртумян A. M. Исследование показателей функционального состояния студентов трех медицинских групп здоровья // Вестник Южно-Уральского государственного университета. Серия: Образование, здравоохранение, физическая культура  / отв. ред. А. П. Исаев. — 2007. — Вып. 12, № 16 (88). — С. 69—74. Архивировано 30 декабря 2013 года.
- Гаттаров Р. У. Нервно-мышечная и кардиореспираторная системы студентов 3-х медицинских групп здоровья с обычной и повышенной двигательной активностью // Вестник Южно-Уральского государственного университета. Серия: Образование, здравоохранение, физическая культура  / отв. ред. А. П. Исаев. — 2007. — Вып. 12, № 16 (88). — С. 108—115. Архивировано 30 декабря 2013 года.
- Исаев А. П., Гаттаров Р. У., Потапова Т. В., Кабанов С. А. Человеческий фактор в системе гармонизации высшего образования // Вестник Южно-Уральского государственного университета. Серия: Образование, здравоохранение, физическая культура  / отв. ред. А. П. Исаев. — 2008. — № 4 (104). — С. 8—10.
- Гаттаров Р. У., Мкртумян A. M. Синергетический подход к анализу витагенного обучения студентов Южно-Уральского государственного университета // Вестник Южно-Уральского государственного университета. Серия: Образование, здравоохранение, физическая культура  / отв. ред. А. П. Исаев. — 2008. — № 4 (104). — С. 15—20.
- Исаев А. П., Гаттаров Р. У., Моторин В. Б. Биологические ритмы сезонных механизмов адаптационно-компенсаторных изменений функционального состояния студентов // Вестник Южно-Уральского государственного университета. Серия: Образование, здравоохранение, физическая культура  / отв. ред. А. П. Исаев. — 2009. — Вып. 21, № 39 (172). — С. 48—52. Архивировано 30 декабря 2013 года.
- Исаев А. П., Гаттаров Р. У., Корольков В. В., Романов Ю. Н., Эрлих В. В. Роль физической культуры и спорта в вопросе оздоровления социума и национальной безопасности страны // Вестник Южно-Уральского государственного университета. Серия: Образование, здравоохранение, физическая культура  / отв. ред. А. П. Исаев. — 2010. — Вып. 24, № 24 (200). — С. 10—14. Архивировано 31 декабря 2013 года.
- Моторин В. Б., Гаттаров Р. У. Электронейромиографические характеристики студентов 1-й и 3-й групп здоровья в моделях произвольного расслабления и напряжения ключевых мышц // Вестник Южно-Уральского государственного университета. Серия: Образование, здравоохранение, физическая культура  / отв. ред. А. П. Исаев. — 2011. — Вып. 28, № 26 (243). — С. 17—25.

## Семья
Женат, супруга Татьяна, две дочери (род.2006 и 2010).